# Морган Огрен
Морган Огрен (шве. Morgan Ågren ; Умео, 13. јул 1967) је шведски бубњар и композитор. Свирао је са многобројним уметницима, међу којима су Фредрик Тордендал, и Франк Запа.

## Дискографија
Fredrik Thordendal's Special Defects
- Sol Niger Within, 1997.

Mats/Morgan Band
- Trends and Other Diseases, 1996.
- The Music or the Money, 1997.
- Radio DaDa, 1998.
- The Teenage Tapes, 1998.
- Live, 2001.
- On Air With Guests, 2002.
- Thanks For Flying With Us, 2005.
- Heat Beats Live, 2008.